# Jean-Pierre Soucy
Jean-Pierre Soucy, (Québec, 24 décembre 1953 - ) est un enseignant et homme politique québécois. Il a été député libéral de la circonscription de Portneuf à l'Assemblée nationale du Québec de 2003 à 2007.
Fils d'un menuisier et d'une employée de bureau, il complète un baccalauréat en enseignement secondaire à l'Université Laval en 1976. M. Soucy entame ensuite une carrière d'une vingtaine d'années à titre de professeur d'anglais et d'éducation physique à l'École secondaire Jacques-Cartier de Sainte-Catherine-de-la-Jacques-Cartier. Il quitte cette profession pour devenir gestionnaire municipal.
Il occupe successivement le poste de directeur général de la ville de Fossambault-sur-le-Lac pendant quatre ans et occupe les mêmes fonctions pour la municipalité régionale de comté (MRC) de Portneuf, de 1999 à 2003.
Parallèlement à ses activités professionnelles, M. Soucy s'engage en politique. Il devient maire de Shannon de 1989 à 1995 et cumule le poste de préfet de la municipalité régionale de comté de La Jacques-Cartier de 1993 à 1995. En 2003, il est élu député de Portneuf à l'Assemblée nationale du Québec, défaisant le député sortant Roger Bertrand du Parti québécois. Le premier ministre Jean Charest, le nomme adjoint parlementaire du ministre de l'Environnement, un poste qu'il occupe durant quatre ans.  À ce titre, il intervient à quelques reprises en faveur de la vente d'une partie du Parc du Mont Orford, une mesure impopulaire dans l'opinion publique québécoise[réf. souhaitée].
Depuis sa défaite lors de l'élection générale du 26 mars 2007, aux mains de l'adéquiste Raymond Francoeur, il est retourné dans le domaine de l'éducation. De juin 2007 à sa retraite, il occupe le poste de directeur général de la Commission scolaire de Portneuf.
De 2017 à 2021, il est élu en tant que conseiller municipal à Neuville. Il a également été maire suppléant de cette municipalité. 

## Publications
En 2018, il publie Entre 2 mers.